# 大西洋銀行
大西洋銀行（葡萄牙語：Banco Nacional Ultramarino，直譯為「國家海外銀行」），是葡萄牙昔日在其殖民地設立的銀行，1864年在里斯本建行，具備負責推動葡萄牙海外領土經濟發展的職能，後來同時負責發行葡萄牙殖民地的鈔票。大西洋銀行業務曾遍及世界各地，尤其是葡萄牙的前海外省份。在2001年與政府擁有的葡萄牙储蓄信贷银行（葡萄牙文：Caixa Geral de Depósitos）合併後，大西洋銀行在葡萄牙不再是一個獨立的法律實體。而目前的大西洋銀行作為葡國儲蓄信貸銀行於澳門的分行，維持著原有的葡文及中文名稱。
大西洋銀行澳門分行總部位於亞美打利比盧大馬路（新馬路），其大樓建於1926年，1997年擴建時原大樓外牆被保留。

## 歷史

### 國家海外銀行

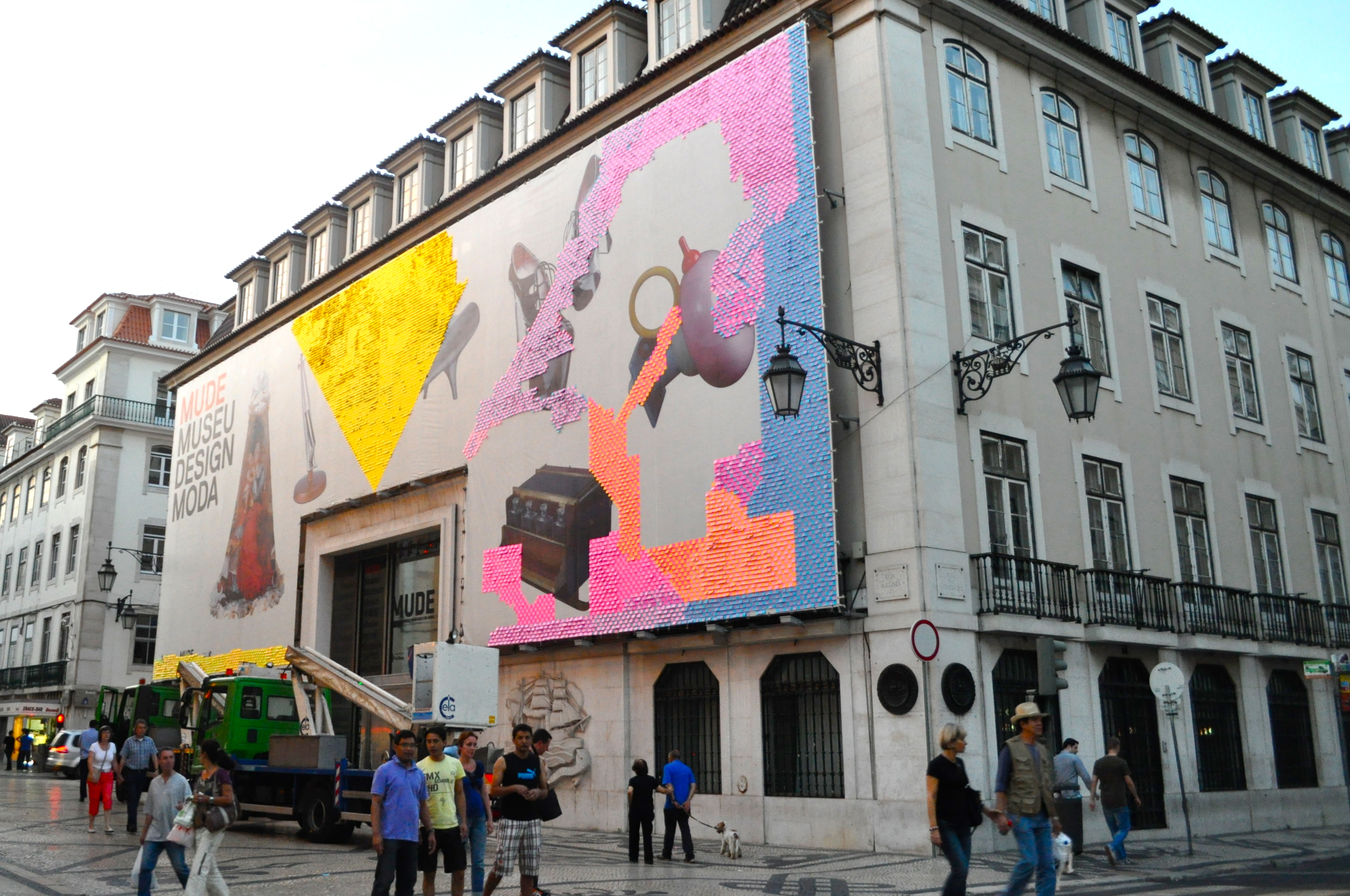
国家海外银行里斯本的总部，现为设计与时尚博物馆

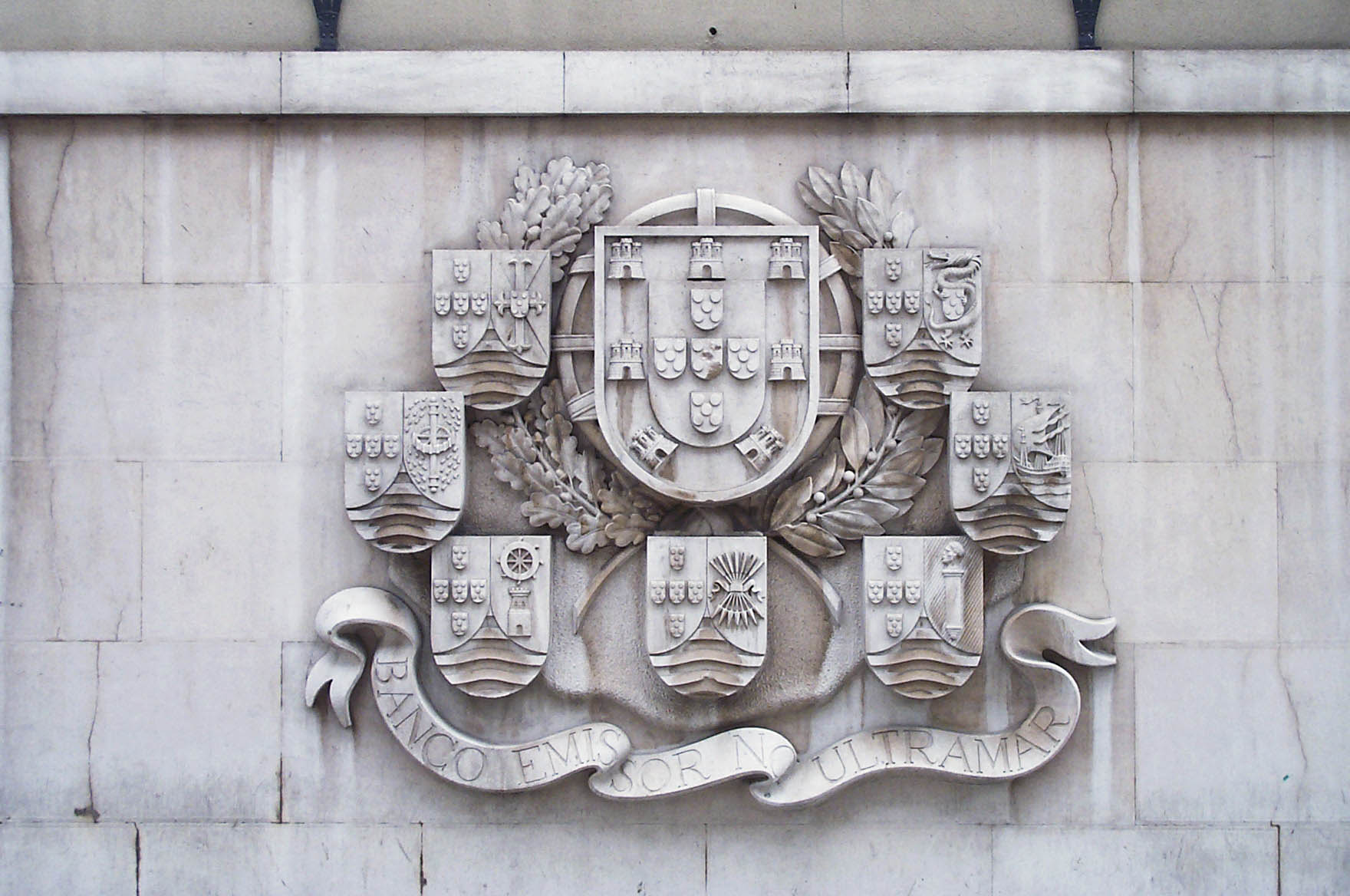
前大西洋銀行里斯本大樓外彫有葡萄牙及其殖民地的盾徽。

國家海外銀行，中文翻譯作大西洋銀行，1864年在葡萄牙首都里斯本成立。於1865年在安哥拉和佛得角開設分行、1868年又在聖多美和普林西比以及莫桑比克開設分行。澳門分行於1902年成立，與幾內亞比紹同年。東帝汶分行則於1912年成立。在非洲和東方的殖民地開設分支機構後，大西洋銀行從1917年開始第二階段的擴張，在歐洲大陸、馬德拉島和亞速爾群島建立了分支機構網絡，構成了最大的葡萄牙銀行網絡。
大西洋銀行發行的紙幣是前殖民地貨幣流通史上的一個里程碑，因為它們能夠逐步規範貨幣流通，結束當地流通的種類繁多的貨幣並成為唯一的法定貨幣。大西洋銀行紙幣以不同的貨幣單位發行，包括在安哥拉、莫桑比克、赤道幾内亞、聖多美和普林西比、東帝汶的埃斯庫多，在澳門的澳門幣（pataca），在印度果阿的埃斯庫多和盧比等，具體取決於它們流通的時間和空間。在東方的前殖民地——印度、澳門和帝汶，大西洋銀行的發行遵循葡萄牙對其擁有的主權：在印度，直到1961年，在帝汶，直到1975年。
至1960年代，大西洋銀行為葡萄牙本土擁有最多分行網絡的銀行。1974年四二五革命後，新政府奉行國有化政策，大西洋銀行於同年被國有化。根據葡萄牙政府與當時獲得獨立的新葡語國家政府之間締結的協議條款，大西洋銀行將其所有附屬機構的資產和負債轉移至新成立的前殖民地國家銀行。1988年，大西洋銀行被部分私有化，葡國儲蓄信貸銀行持有大西洋銀行99%的股本成為該行的最大股東，其餘1%屬於葡萄牙國家政府。2001年3月28日，大西洋銀行和葡國儲蓄信貸銀行宣佈合併，大西洋銀行成為葡國儲蓄信貸銀行全資擁有的附屬機構；而大西洋銀行澳門分行改為在澳門註冊的本地銀行，原有名稱維持不變。

### 澳門分行

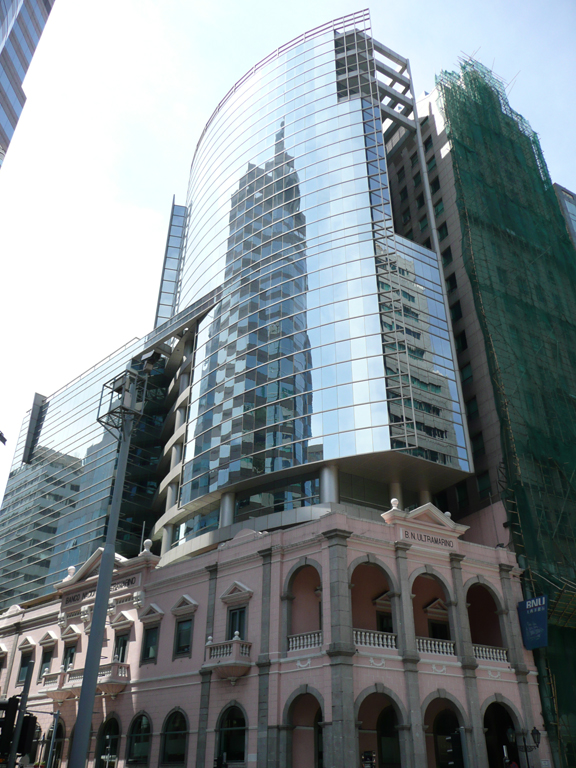
澳門大西洋銀行大廈。

大西洋銀行於1902年在澳門成立分行，為澳門首間銀行。成立初期，中文名稱為“大西洋國海外匯理銀行”。1960年代一段短暫時期，中文名稱曾改稱為“葡國海外銀行”。
大西洋銀行澳門分行於1905年開始負責澳門元的發鈔工作。澳門在葡萄牙管治时期，一直没有一个完善的金融監管架構；直至大西洋银行于1902年在澳门成立分行成为澳门第一家银行，并在成立三週年后（1905年）受政府委托成為首家在澳門發行現鈔的金融機構。自此以後，澳门本地政治及經濟環境經歷了深刻的演變，整體形勢不断发展。當時的大西洋銀行作為唯一擁有發鈔權且擔任澳門政府公共庫房出納代理銀行，實際上扮演著準中央銀行的角色。直至1980年，大西洋銀行的發鈔權被政府收回並轉交至澳門發行機構（澳門金融管理局前身），之後大西洋銀行儘管繼續發行鈔票，但只是通過簽訂代理合約而作為澳門發行機構的代理人。
大西洋銀行澳門分行於1905年開始負責澳門元的發鈔工作，曾經是澳門地區唯一的發鈔銀行，直到1995年有關工作與中國銀行澳門分行共同負責為止。此外，大西洋銀行澳門分行也曾是唯一的澳門政府公共庫房出納代理銀行，直到2000年與中國銀行澳門分行共同擔任澳門政府公共庫房出納代理銀行為止。
該行共設立17間分行，其中11間位於澳門半島、3間位於氹仔、1間位於路氹城、路環石排灣與澳門大學校區內各有一間、1間位於珠海橫琴粵澳深度合作區，並在上海延安西路設有代表處。2017年1月18日於中國（廣東）自由貿易試驗區珠海橫琴新區片區開設的橫琴分行，為首家於中國內地境內開設分行的澳門本土銀行。

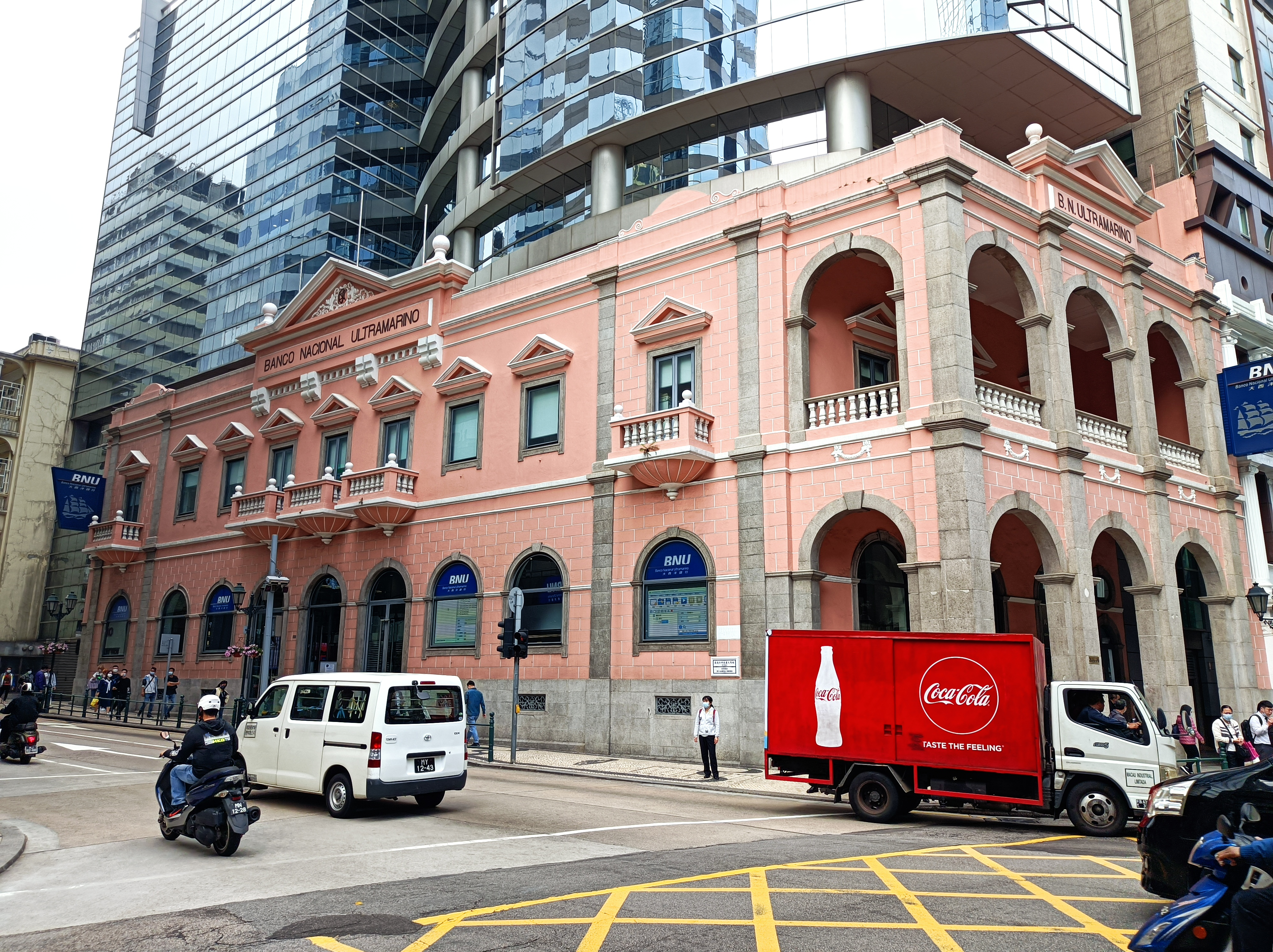
翻新过的旧大西洋银行建筑（2022年）
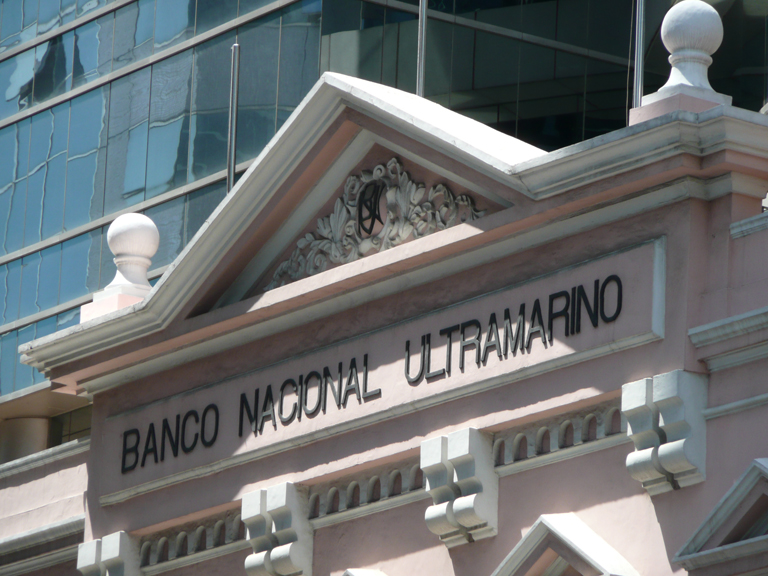
大西洋銀行大廈外葡文名稱字樣。
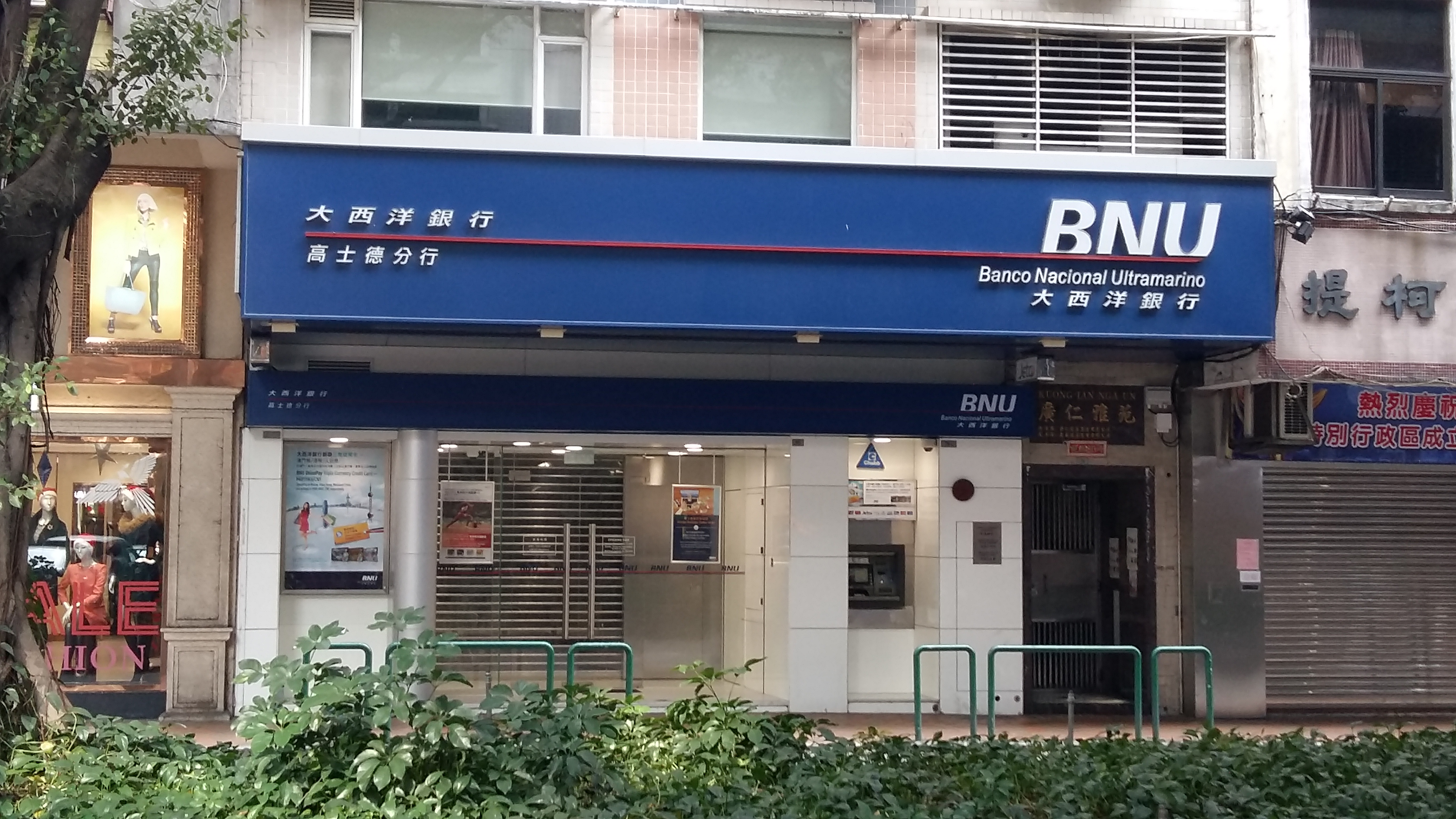
大西洋銀行高士德分行
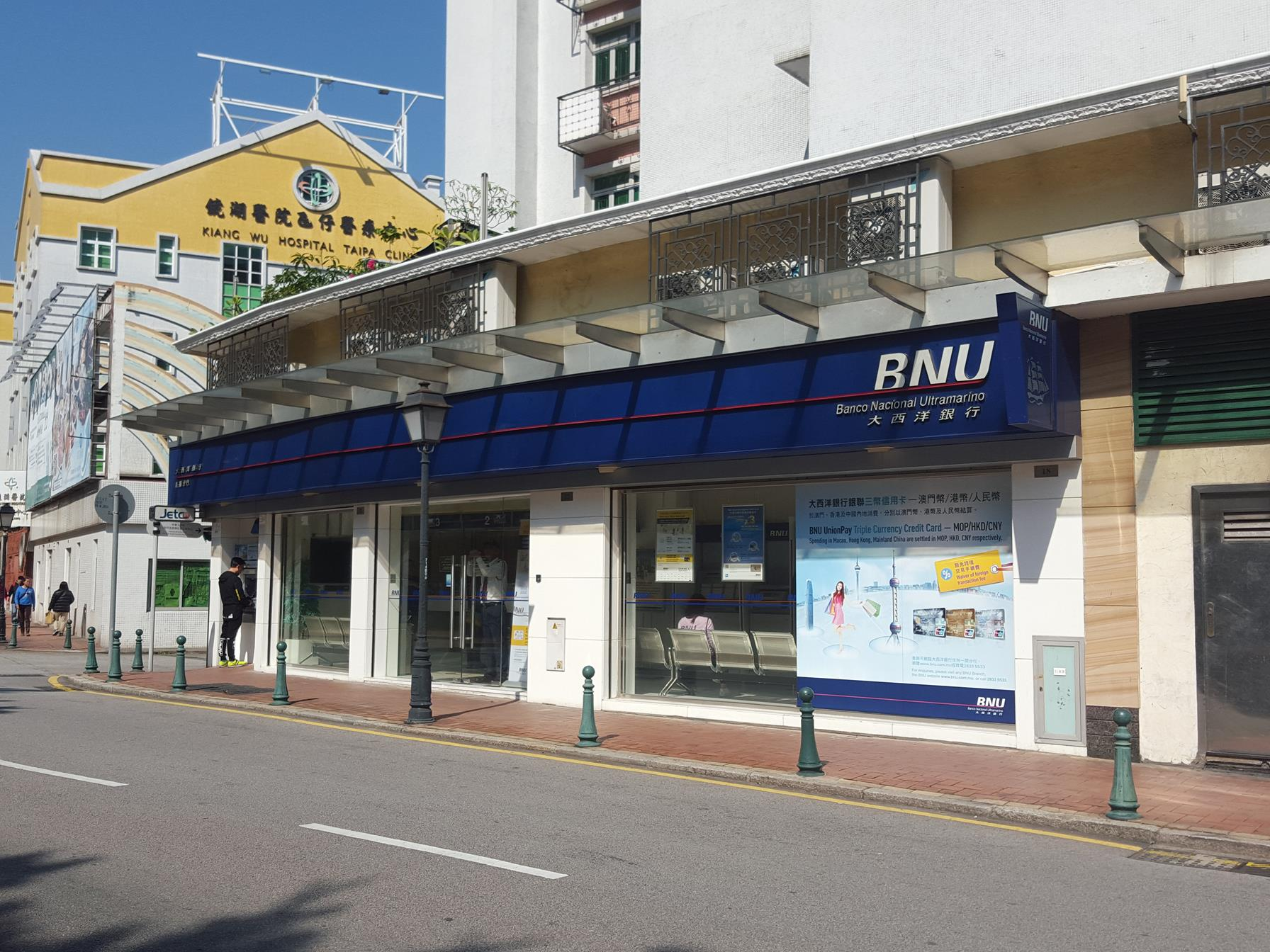
大西洋銀行泉福分行

## 外部連結
- 官方网站
- 葡國儲蓄信貸銀行
- 大西洋銀行的Facebook專頁
- 大西洋銀行的Instagram帳戶